# Dorcadion dokhtouroffi
Dorcadion dokhtouroffi är en skalbaggsart som beskrevs av Ludwig Ganglbauer 1886. Dorcadion dokhtouroffi ingår i släktet Dorcadion och familjen långhorningar. Inga underarter finns listade i Catalogue of Life.